# Erysimum pulchellum
Erysimum pulchellum är en korsblommig växtart som först beskrevs av Carl Ludwig von Willdenow, och fick sitt nu gällande namn av Jacques Étienne Gay. Erysimum pulchellum ingår i släktet kårlar, och familjen korsblommiga växter. Inga underarter finns listade i Catalogue of Life.

## Bildgalleri

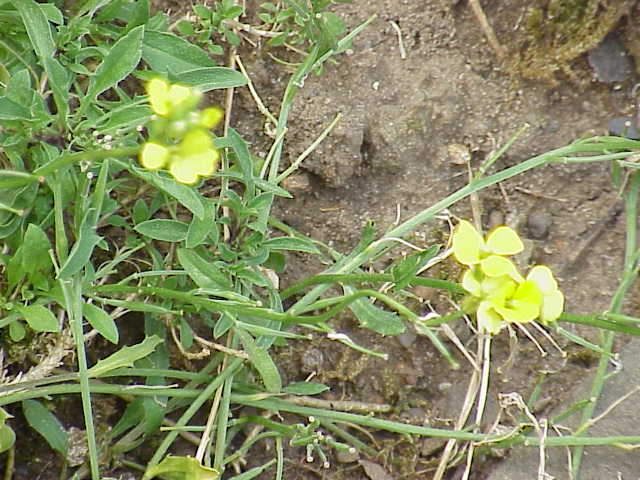